# José María Giménez
José María Giménez de Vargas (ur. 20 stycznia 1995 w Toledo) – urugwajski piłkarz, występujący na pozycji środkowego obrońcy w hiszpańskim klubie Atlético Madryt oraz w reprezentacji Urugwaju. Posiada również obywatelstwo hiszpańskie. Uczestnik Mistrzostw Świata 2014, 2018 i 2022, a także Copa América 2015, 2016, 2019 i 2021.

## Kariera klubowa

### Danubio
Profesjonalną karierę rozpoczął w klubie z rodzinnego kraju Danubio FC. W tym klubie zadebiutował 17 listopada 2012 roku w przegranym 0-2 meczu z River Plate. Zagrał pełne 90 minut.

### Atlético Madryt
Latem 2013 roku podpisał pięcioletni kontrakt z Atlético Madryt. Kosztował on 1 mln €. 14 września 2013 zaliczył debiut w barwach Atlético w wygranym 4-2 meczu z Almerią.

## Kariera reprezentacyjna
W reprezentacji Urugwaju zadebiutował 11 września 2013 roku w meczu eliminacji mistrzostw świata z reprezentacją Kolumbii. Na boisku przebywał przez pełne 90 minut.

## Sukcesy

### Atlético Madryt
- Mistrzostwo Hiszpanii: 2013/2014, 2020/2021
- Superpuchar Hiszpanii: 2014
- Liga Europy UEFA: 2017/18
- Superpuchar Europy UEFA: 2018

### Reprezentacyjne
- Wicemistrzostwo świata U-20: 2013